# Anyphaenoides locksae
Anyphaenoides locksae is een spinnensoort in de taxonomische indeling van de buisspinnen (Anyphaenidae).
Het dier behoort tot het geslacht Anyphaenoides. De wetenschappelijke naam van de soort werd voor het eerst geldig gepubliceerd in 2003 door Antonio D. Brescovit & Ramos.